# Leptolalax liui
Espèce
Statut de conservation UICN

 LC  : Préoccupation mineure
Leptolalax liui est une espèce d'amphibiens de la famille des Megophryidae.

## Répartition
Cette espèce est endémique du Sud-Est de la République populaire de Chine. Elle se rencontre entre 110 et 1 400 m d'altitude des provinces du Zhejiang et du Fujian en direction de l'ouest vers les provinces du Guizhou et du Guangxi,. Sa présence est incertaine au Viêt Nam.

## Étymologie
Cette espèce est nommée en l'honneur de Cheng-chao Liu (1900-1976).

## Publication originale
- Fei, Ye & Huang, 1990 : Key to Chinese Amphibians. Chongqing, China, Publishing House for Scientific and Technological Literature, p. 1-364.